# Rieneck-Tunnel
Der Rieneck-Tunnel ist ein 422 m langer Eisenbahntunnel und der südlichste im Zuge der Bahnstrecke Flieden–Gemünden.

## Geografische Lage
Der Tunnel liegt in der Gemarkung von Rieneck, nördlich des gleichnamigen Haltepunkts, im Bereich von Streckenkilometer 49,3.

## Geschichte
Strecke und Tunnel wurden 1872 – zunächst eingleisig – eröffnet, 1936/37 zweigleisig ausgebaut. Damals wurde auch der Tunnel grundlegend saniert und bereits auf ein Profil erweitert, das die Oberleitung bei elektrischem Betrieb berücksichtigte. Die Elektrifizierung erfolgte dann allerdings erst 1962/64. Auch erhielt der Tunnel damals neue Portale. Eine weitere Sanierung folgte in den 1950er Jahren. Geplant ist, den Tunnel ab 2028 erneut in Angriff zu nehmen, offen ist noch, ob eine „Tunnel-in-Tunnel-Sanierung“ bei eingleisigem Betrieb oder ein Neubau die Lösung ist.

## Bauwerk
Die Strecke verläuft im Bereich des Tunnels in einem Gleisbogen. Die Tunnelportale stammen aus den 1930er Jahren, das südliche trägt die Jahreszahl 1936.